# Lukáš Rosol
Lukáš Rosol (Brno, 24 de julio de 1985) es un extenista profesional checo, nacido en la ciudad de Brno, Checoslovaquia y que reside en Přerov, República Checa.
Su logro más notable fue su victoria en la segunda ronda de Wimbledon 2012 frente a Rafael Nadal.
Se retiró en 2024.

## Carrera

### 2002-2006: Primera experiencia como júnior y torneos Futures
Después de haber llegado como júnior en 2002, a la posición número 50 en el ranking mundial júnior, Lukáš Rosol jugó en los primeros años de su carrera profesional exclusivamente torneos Futures. Nunca llegó, sin embargo, en un principio más allá de la segunda ronda. Esto cambió en 2005, cuando por primera vez llegó a dos semifinales y luego su primera final. Luego, en marzo de 2006 ganó su primer título de Futuros en Polonia, y luego se elevó en el top 500 del ranking mundial. En general, alcanzó siete finales de futuros, de la que fue capaz de ganar tres en 2006. Terminó el año en el puesto 288 en el ranking mundial.

### 2007-2008: Debut ATP y primer títuloChallenger
En enero de 2007, Lukáš Rosol podría calificar para un torneo de la ATP en el Torneo de Auckland al vencer a un top-100 como Simon Greul por primera vez. En la primera ronda fue derrotado, por el entonces top-10 Mario Ančić. En el Abierto de Australia fracasó al igual que en Wimbledon y en el Abierto de los EE. UU. en la calificación. Rosol ganó este año otros tres títulos de Futuros, mientras que a nivel Challenger consiguió dos cuartos de final. A principios de 2008 logró Lukáš Rosol como el año pasado, la clasificación para el torneo ATP de Auckland. Volvió a caer derrotado en primera ronda ante Sergio Roitman. En junio de 2008, Rosol llegó a su primera final de Challenger, la cual ganó derrotando al español Miguel Ángel López Jaén para obtener el título del Challenger de Košice. Un mes más tarde obtuvo en el Torneo de Stuttgart, su primera victoria en un partido ATP contra Martin Fischer. En la segunda ronda, cayó derrotado ante el francés Richard Gasquet. A través de estos éxitos Rosol subió por primera vez en el top 200 del ranking mundial.

### 2009-2010: Más títulos de Challenger y el debut en losGrand Slam

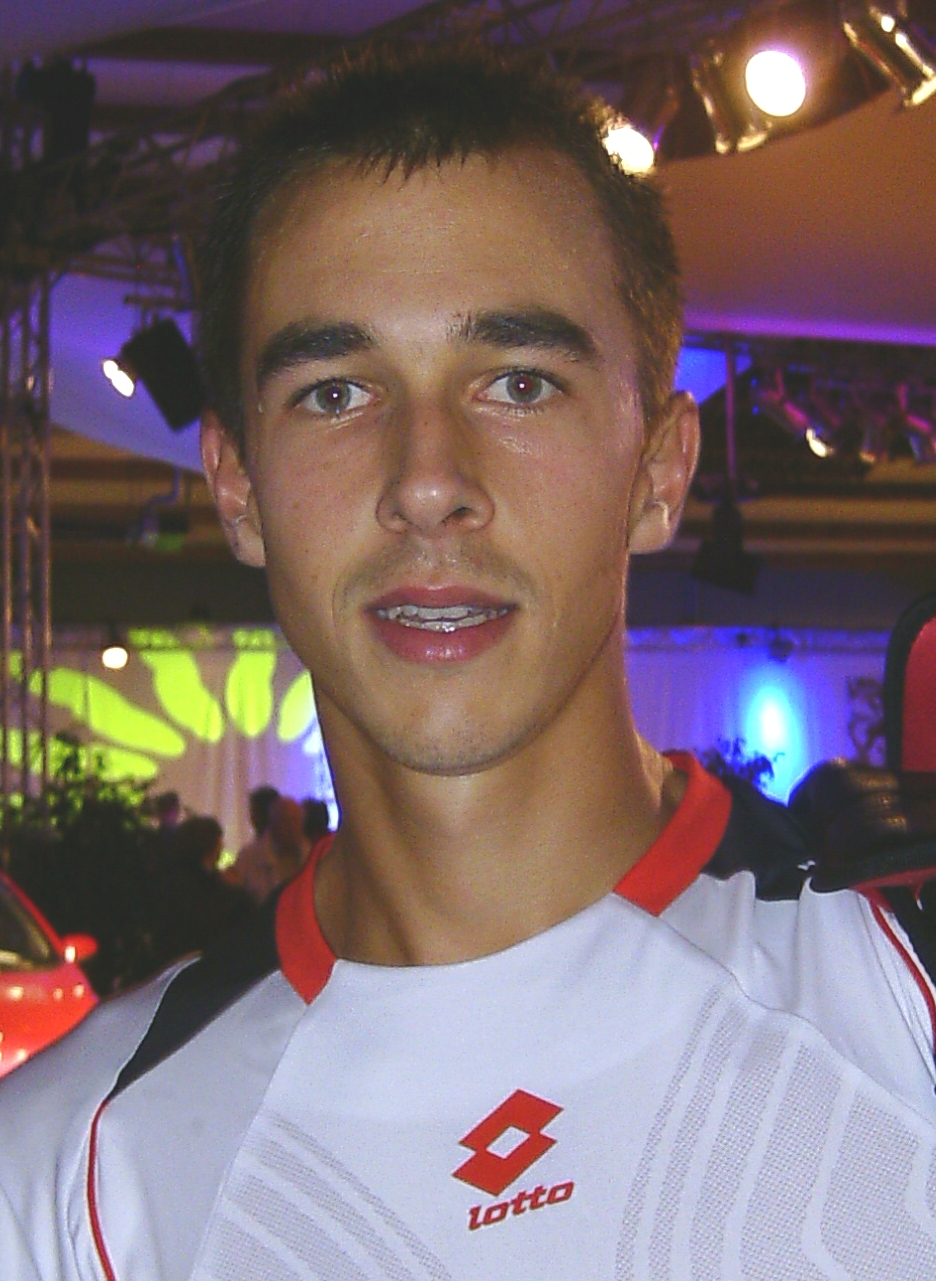
Rosol en 2010.

Lukáš Rosol a principios de 2009, ganó su séptimo título Futures. Dos meses más tarde fue capaz de prevalecer en el Challenger de Bérgamo en su segunda final challenger contra Benedikt Dorsch, después de haber derrotado al cabeza de serie Fabrice Santoro en los cuartos de final. Después de varios meses sin ningún resultado destacado, Rosol resurgió en octubre de 2009 para calificar para el Torneo de Viena. Sin embargo, cayó derrotado en la primera ronda contra Wayne Odesnik. Después de caer a principios de 2010 por un corto tiempo fuera del top 200, Lukáš Rosol ganó a Ivan Dodig su tercer título Challenger en mayo de 2010 en el Challenger de Ostrava. En julio de 2010, se retiró en el Torneo de Hamburgo como clasificado en la primera ronda ante Denis Istomin. A principios de septiembre de 2010 logró en el US Open por primera vez clasificarse para un torneo de Grand Slam. Sin embargo, perdió en la primera ronda ante el eventual octavo finalista Tommy Robredo.

### 2011: El éxito enRoland Garrosy consolidación en el top 100
El año 2011 comenzó para Lukáš Rosol con la calificación para el Torneo de Doha. Allí perdió su partido de primera ronda contra Ivo Karlović en sets corridos. Los dos sets se decidieron en el tie -break. Después de la calificación perdida para el Abierto de Australia, Rosol llega al final del Challenger de Singapur en enero de 2011, que perdió ante Dmitry Tursunov. En el Torneo de Dubái Lukáš Rosol alcanzó en febrero de 2011 una victoria ATP, sobre Karol Beck por segunda vez en su carrera, perdió en la segunda ronda contra Gilles Simon. En mayo de 2011, Rosol ganó su cuarto título en el Challenger de Praga. Él derrotó entre otros, a los top-100 Julien Benneteau y Alex Bogomolov Jr.. Dos semanas más tarde, Lukáš Rosol fue el primero en calificar para el Abierto de Francia, donde ganó contra Edouard Roger-Vasselin en cinco sets su primer partido de Grand Slam. El juego de segunda ronda ante el octavo cabeza de serie, Jürgen Melzer también fue victoria por cinco sets, derrotando al austríaco después de unas cuatro horas de partido. La racha ganadora finalmente terminó en la tercera ronda, donde perdió en cuatro sets ante Juan Ignacio Chela. Debido a su reciente éxito, se trasladó entonces, por primera vez en su carrera en el top 100 del ranking mundial. En Wimbledon, Rosol no se clasificó, pero fue capaz de ganar su segundo título de este año en la semana siguiente en el Challenger de Braunschweig al derrotar a Yevgueni Donskói. Participó en el Torneo de Hamburgo como perdedor afortunado en el cuadro principal, derrotando a Potito Starace en dos sets allí antes de perder el finalista Nicolás Almagro. Para los siguientes torneo de Gstaad y Kitzbühel Rosol fue por primera vez clasificado directamente para el cuadro principal. Sin embargo cayó derrotado en ambos torneos en la primera ronda. En el resto de la temporada, lo más destacado fue el debut para el Equipo de Copa Davis de República Checa en la victoria 5-0 victoria sobre Rumania, contribuyendo con una victoria. Después de una semifinal en el torneo Challenger en Bratislava Rosol terminó su mejor temporada hasta ese momento, finalmente clasificado 70 en el ranking mundial.

### 2012: Primer título de dobles ATP
En enero de 2012, Lukáš Rosol perdió como el año pasado en la primera ronda del torneo ATP de Doha. Pero en dobles, fue capaz de pasar junto al eslovaco Filip Polášek sorprendentemente a la final. Allí, el dúo checo-eslovaco se sentó en sets corridos para derrotar a los germanos Christopher Kas y Philipp Kohlschreiber y así ganó su primer título ATP juntos. En marzo de 2012, Rosol obtuvo en el torneo Masters de Miami victorias sobre los top-50 Michaël Llodra y Marcel Granollers, en la tercera ronda, cayó derrotado ante el japonés Kei Nishikori. Su mayor éxito, sin embargo, fue la victoria sobre Rafael Nadal en el partido de la segunda ronda del Campeonato de Wimbledon, que fue capaz de ganar en cinco sets.

### 2013: Primer Título individual en elATP World Tour

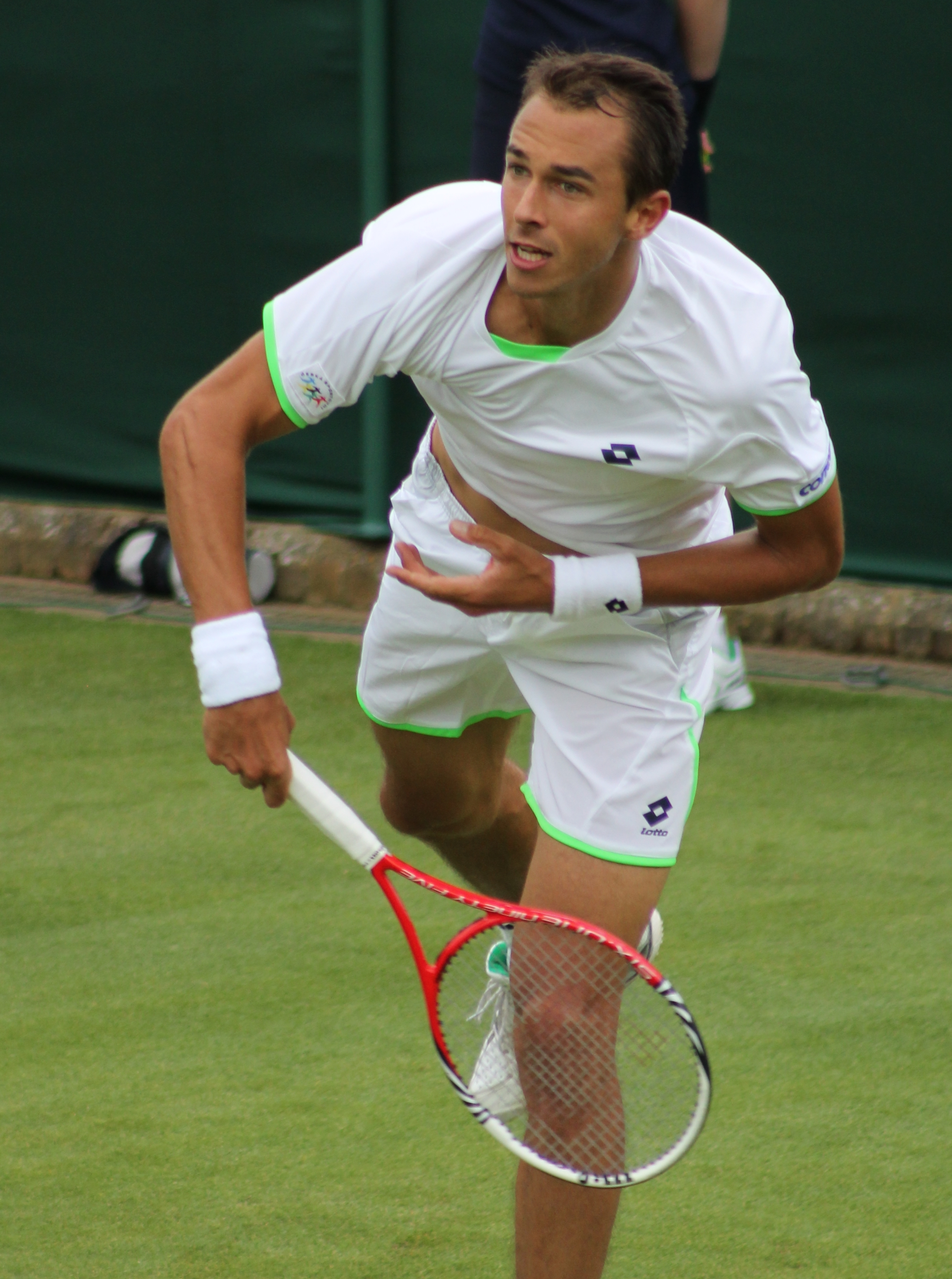
Rosol durante Wimbledon 2013.

En el Abierto de Australia Rosol alcanzó la segunda ronda; Para el Torneo de Zagreb 2013 Rosol alcanzó los cuartos de final, en el Torneo de Dubái la segunda ronda. Pero su mejor resultado hasta el momento fue en el Torneo de Bucarest 2013 donde en primera ronda derrotó al luxemburgués Gilles Müller en dos sets, en la segunda ronda despachó al tercer cabeza de serie del torneo, el italiano Andreas Seppi en tres sets, en los cuartos de final la víctima fue el octavo cabeza de serie, el serbio Viktor Troicki al cual derrotó fácilmente por 6-3 y 6-1. Otra sorpresa consiguió dar en semifinales, derrotando con comodidad al segundo favorito del torneo, el francés Gilles Simon por 6-2 y 6-3. Y por último para culminar una sorprendente semana derrotó en la final del torneo al español Guillermo García-López también cómodamente en dos sets 6-3, 6-2 para ganar así su primer título como singlista en la categoría ATP World Tour.

### 2014: Consolidación
En el mes de marzo ganó su séptimo título challenger al derrotar al estadounidense Steve Johnson en la final del Irving Tennis Classic 2014 disputado en Irving (Texas), Estados Unidos. Fue el tercer cabeza de serie del torneo, y se alistó en el torneo tras caer derrotado en la segunda ronda del Masters de Indian Wells ante Andy Murray. En su camino al título fue derrotando a jugadores como Michael Russell, Daniel Brands y Ryan Harrison.

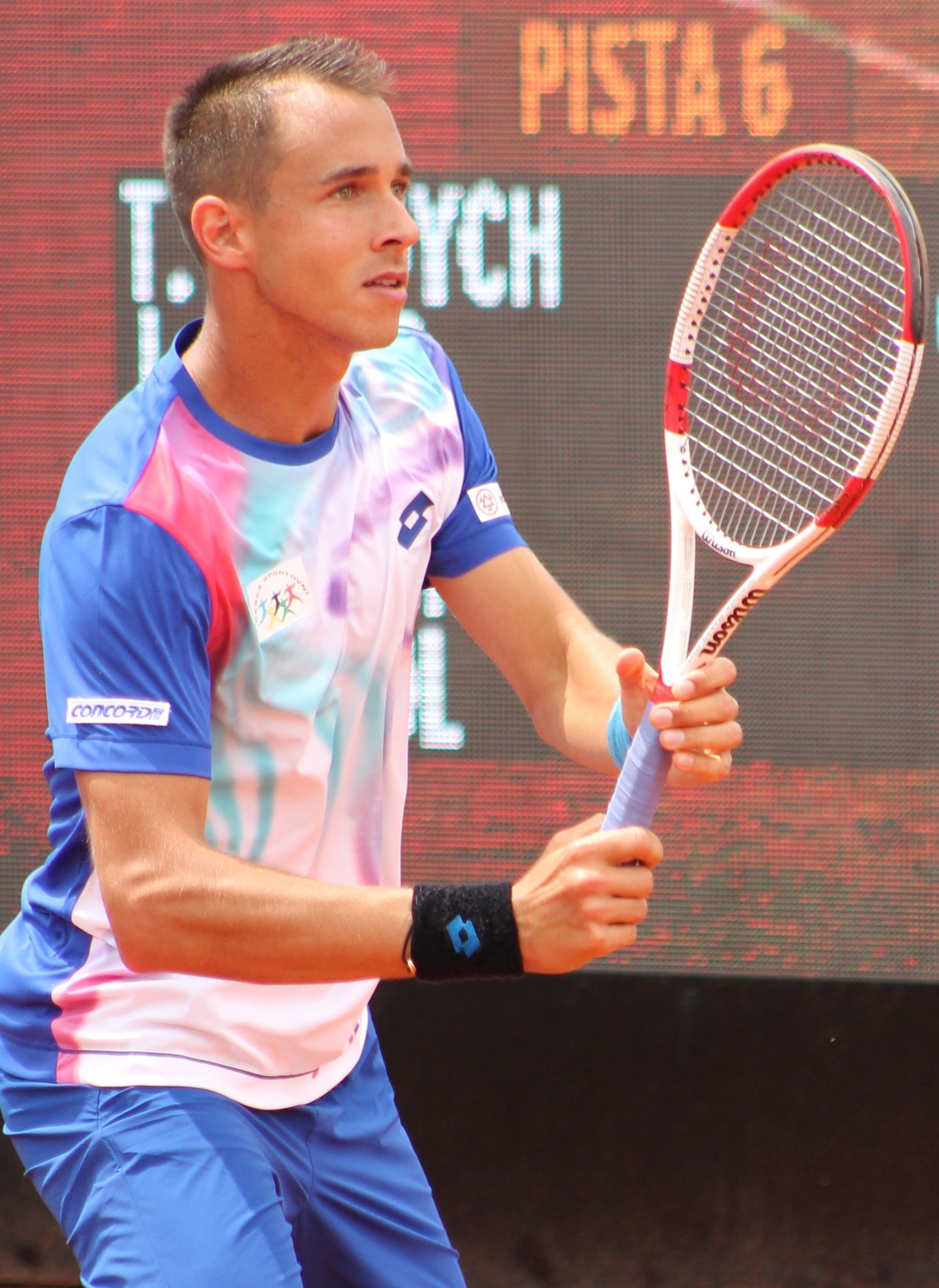
Rosol en la gira de tierra batida 2014.

Con el portugués João Sousa llegó a semifinales de dobles en el Torneo de Sídney (perdieron ante Bopanna/Qureshi). Ayudó al Equipo de Copa Davis de República Checa a alcanzar las semifinales de la Copa Davis 2014 con triunfo 5-0 sobre Japón en Tokio; venció a Taro Daniel y Yasutaka Uchiyama; con Radek Štěpánek ganó el dobles.
El 27 de abril, como campeón defensor, alcanzó nueve victorias consecutivas en el Torneo de Bucarest hasta caer en la final (perdió ante el búlgaro Grigor Dimitrov). Con Dimitrov cayó en semifinales del Masters de Roma (perdieron ante Robin Haase-Feliciano López). Otra vez se midió ante Rafael Nadal en segunda ronda de Wimbledon, al cual venció el año pasado, pero esta vez cayó en cuatro sets.
El 13 de julio fue vicecampeón en el Torneo de Stuttgart (perdió ante Roberto Bautista Agut en 3 sets). Quedó 1-2 en Finales ATP World Tour. El 27 de julio capturó el título de dobles de Umag (con Frantisek Cermak). Quedó 3-0 en finales de dobles.
El 23 de agosto ganó su segundo título ATP World Tour en Winston-Salem, después de salvar dos puntos de partido en el 4-5, 30/40 y ventaja, en el set decisivo ante el polaco Jerzy Janowicz. Fue su primer trofeo desde el Torneo de Bucarest 2013 (venciendo a Guillermo García-López). El 25 de agosto alcanzó el puesto n.º 27, el ranking más alto de su carrera.
Representando a la bicampeona República Checa en semifinales de Copa Davis ante Francia en Roland Garros, cayó ante Jo-Wilfried Tsonga en tres sets y Monfils en el quinto punto sin nada en juego.
Acaba su mejor año en la posición n.º 31 del ranking.

### 2015: Bajón
Alcanzó la semifinal de dobles en Marsella (haciendo pareja con Dominic Thiem), perdiendo 10-4 ante Colin Fleming y Jonathan Marray en el súper tie-break. Perdió sus dos puntos en octavos de la Copa Davis ante Thanasi Kokkinakis (tras ir dos sets arriba) y Bernard Tomic, en la tempranera eliminación ante Australia
El 17 de marzo, salvó dos puntos de partido en el tercer set en la victoria 7-6(3) ante Robin Haase en tercera ronda del ATP World Tour Masters 1000 de Indian Wells. Luego cayó en cuarta ronda ante su compatriota Tomáš Berdych. Llegó a tercera ronda en el ATP World Tour Masters 1000 de Miami (perdiendo ante David Ferrer).
Llegó a los cuartos de final en Bucarest (perdiendo ante García-López) y Múnich (perdiendo ante el posterior campeón Andy Murray). Venció a Elias Ymer y al cabeza de serie n.º 19 Roberto Bautista Agut en ruta hacia la tercera ronda de Roland Garros (perdiendo ante el ruso Teimuraz Gabashvili).
El 24 de julio, no logró convertir tres puntos de partido (con Rameez Junaid) en el 6-9 del super tie-break ante Máximo González/Andre Sá en la derrota finalmente por 9-11 en las semifinales de Umag. No pudo revalidar su título en Winston-Salem, tras caer en segunda ronda, ante precisamente su rival en la final el año anterior, Jerzy Janowicz.
El 18 de septiembre, derrotó a Yuki Bhambri en el camino a la victoria por 3-1 de República Checa sobre la India en el play-off del grupo mundial de la Copa Davis.
El 22 de octubre, cortó una racha de 14 derrotas consecutivas ante Top 10, tras vencer en segunda ronda de Viena a Jo-Wilfried Tsonga. Perdió en cuartos de final ante Gael Monfils. Una semana después, desperdició un 1-6, 3-5 y 0-30 en primera ronda de Basilea para batir de nuevo a Rafael Nadal.

## Títulos ATP (5; 2+3)

### Individuales (2)
| Leyenda                  |
| Grand Slam (0)           |
| ATP World Tour Final (0) |
| ATP Masters 1000 (0)     |
| ATP World Tour 500 (0)   |
| ATP World Tour 250 (2)   |

| N.º | Fecha                | Torneo        | Superficie    | Oponente en la final   | Resultado        |
| --- | -------------------- | ------------- | ------------- | ---------------------- | ---------------- |
| 1.  | 28 de abril de 2013  | Bucarest      | Tierra batida | Guillermo García-López | 6-3, 6-2         |
| 2.  | 23 de agosto de 2014 | Winston-Salem | Dura          | Jerzy Janowicz         | 3-6, 7-6(3), 7-5 |

#### Finales (2)
| N.º | Fecha               | Torneo    | Superficie    | Oponente en la final | Resultado     |
| --- | ------------------- | --------- | ------------- | -------------------- | ------------- |
| 1.  | 27 de abril de 2014 | Bucarest  | Tierra batida | Grigor Dimitrov      | 6-7(2), 1-6   |
| 2.  | 13 de julio de 2014 | Stuttgart | Tierra batida | Roberto Bautista     | 3-6, 6-4, 2-6 |

### Dobles (3)
| N.º | Fecha                 | Torneo | Superficie    | Pareja           | Oponentes en la final                 | Resultado |
| --- | --------------------- | ------ | ------------- | ---------------- | ------------------------------------- | --------- |
| 1.  | 6 de enero de 2012    | Doha   | Dura          | Filip Polášek    | Christopher Kas Philipp Kohlschreiber | 6-3, 6-4  |
| 2.  | 20 de octubre de 2013 | Viena  | Dura (i)      | Florin Mergea    | Julian Knowle Daniel Nestor           | 7-5, 6-4  |
| 3.  | 27 de julio de 2014   | Umag   | Tierra batida | František Čermák | Dušan Lajović Franko Škugor           | 6-3, 6-1  |

## ATP Challenger Tour

### Individuales
| N.º | Fecha       | Torneo                     | Superficie | Oponentes en la final   | Resultado        |
| --- | ----------- | -------------------------- | ---------- | ----------------------- | ---------------- |
| 1.  | 14.06.2008  | Challenger de Košice       | Tierra     | Miguel Ángel López Jaén | 7:5, 6:1         |
| 2.  | 08.03.2009  | Challenger de Bérgamo      | Dura (i)   | Benedikt Dorsch         | 6:1, 4:6, 7:63   |
| 3.  | 02.05.2010  | Challenger de Ostrava      | Tierra     | Ivan Dodig              | 7:5, 4:6, 7:64   |
| 4.  | 8. Mai 2011 | Challenger de Praga (1)    | Tierra     | Alex Bogomolov Jr.      | 7:61, 5:2 retiro |
| 5.  | 03.07.2011  | Challenger de Braunschweig | Tierra     | Yevgueni Donskói        | 7:5, 7:62        |
| 6.  | 11.11.2012  | Challenger de Bratislava   | Dura(i)    | Björn Phau              | 6:73, 7:65, 7:66 |
| 7.  | 16.03.2014  | Challenger de Irving       | Dura       | Steve Johnson           | 6:0, 6:3         |
| 8.  | 15.06.2014  | Challenger de Praga (2)    | Tierra     | Jiří Veselý             | 3:6, 6:4, 6:4    |

### Dobles
| N.º | Fecha        | Torneo                    | Superficie    | Pareja           | Oponentes en la final                         | Resultado         |
| --- | ------------ | ------------------------- | ------------- | ---------------- | --------------------------------------------- | ----------------- |
| 1.  | 11.02.2007   | Challenger de Breslau (1) | Dura (i)      | Jan Vacek        | Michal Mertiňák Jean-Claude Scherrer          | 7:5, 7:64         |
| 2.  | 06.05.2007   | Challenger de Ostrava     | Tierra        | Bastian Knittel  | Alexander Krasnorutskij Aleksandr Kudriávtsev | 2:6, 7:5, [11:9]  |
| 3.  | 16..06.2007  | Challenger de Košice      | Tierra        | Filip Polášek    | Leonardo Azzaro Flavio Cipolla                | 6:1, 7:65         |
| 4.  | 03.02.2008   | Challenger de Breslau (1) | Dura (i)      | James Cerretani  | Werner Eschauer Jürgen Melzer                 | 6:76, 6:3, [10:7] |
| 5.  | 11.07.2010   | Challenger de Oberstaufen | Tierra        | Frank Moser      | Hans Podlipnik Max Raditschnigg               | 6:0, 7:5          |
| 6.  | 26.09.2010   | Challenger de Trnava      | Tierra        | Karol Beck       | Alexander Peya Martin Slanar                  | 4:6, 7:63, [10:8] |
| 7.  | 03.04.2011   | Challenger de Barletta    | Tierra        | Igor Zelenay     | Martin Fischer Andreas Haider-Maurer          | 6:3, 6:2          |
| 8.  | 08.05.2011   | Challenger de Praga (1)   | Tierra        | František Čermák | Christopher Kas Alexander Peya                | 6:3, 6:4          |
| 9.  | 13. Mai 2012 | Challenger de Praga (2)   | Tierra        | Horacio Zeballos | Martin Kližan Igor Zelenay                    | 7:5, 2:6, [12:10] |
| 10. | 06.06.2014   | Challenger de Prostějov   | Tierra batida | Andre Begemann   | Peter Polansky Adil Shamasdin                 | 6:1, 6:2          |